# Fortfarande
"Fortfarande" är en svensk poplåt från 1987 skriven av Lars Vemdahl. Den spelades in av Lalla Hansson och utgör öppningsspåret på hans femte studioalbum Hejdlöst (1987). Den släpptes också som singel samma år. B-sida var låten "Nere i city", en cover på J.J. Cales "Downtown L.A." med svensk text av Hansson. "Nere i city" finns även med på Hejdlöst. "Fortfarande" medtogs senare på Hanssons samlingsalbum Lalla Hanssons bästa (1989) och Fabulous Forty (2006).

## Låtlista
Sida A
1. "Fortfarande" (Lars Vemdahl) – 5:17

Sida B
1. "Nere i city" ("Downtown L.A.", J.J. Cale, svensk text: Lalla Hansson) – 3:11